# The Carlyle Group
The Carlyle Group é uma multinacional americana de private equity, gestão de ativos e corporação de serviços financeiros. É especializada em private equity corporativo, ativos reais e crédito privado. Em 2015, o Carlyle era a maior empresa de private equity do mundo por capital levantado nos últimos cinco anos, de acordo com o índice PEI 300, embora em 2020 tenha caído para o segundo lugar.
Fundada em 1987 em Washington, DC, por William E. Conway Jr., Daniel A. D'Aniello e David Rubenstein, a empresa hoje tem mais de 1.575 funcionários em 31 escritórios em seis continentes. Em 3 de maio de 2012, Carlyle concluiu uma oferta pública inicial de $ 700 milhões e começou a negociar na bolsa de valores NASDAQ.

## História
O Carlyle foi fundado em 1987 como uma boutique de banco de investimento por cinco sócios com experiência em finanças e governo: William E. Conway, Jr., Stephen L. Norris, David M. Rubenstein, Daniel A. D'Aniello e Greg Rosenbaum.￼￼
Em setembro de 2012 o Grupo Carlyle adquiriu 60% da Tok&Stok numa transação de aproximadamente R$ 700 milhões com a intermediação do L.S. Holding, cujo ex-diretor, o brasileiro Leandro Santos, foi contratado posteriormente para administrar ativos financeiros do Grupo Carlyle negociados no Mercosul.

## Controvérsias
Em 2017, o Grupo Carlyle vendeu a loteadora Urbplan Desenvolvimento Imobiliário para investidores. O Carlyle informou que desconsolidou a Urbplan do seu balanço e que abriu mão de sua participação no controle da loteadora, porém não deu certeza se vendeu a empresa ou se a deixou disponível para venda.

## Empregados e associados famosos
- James Baker III
- George H. W. Bush
- George W. Bush
- Frank Carlucci
- John Major
- Fidel V. Ramos
- Thaksin Shinawatra